# Eustrotiopis richinii
Eustrotiopis richinii là một loài bướm đêm trong họ Noctuidae.